# ГЕС Парбаті II
ГЕС Парбаті II – гідроелектростанція, що споруджується на півночі Індії у штаті Гімачал-Прадеш. Знаходячись перед ГЕС Парбаті III, становитиме одну з двох (поряд із ГЕС Sainj) станцій верхнього ступеню гідровузла, створеного для використання ресурсу річок Парбаті та Sainj, лівих приток річки Біас (впадає праворуч до Сатледжу, найбільшого лівого допливу Інду).
В межах проекту Парбаті перекриють бетонною гравітаційною греблею висотою 84 метра та довжиною 109 метрів, з утвореного якою сховища ресурс спрямовуватиметься до прокладеного у лівобережному гірському масиві дериваційного тунелю довжиною 31,5 км з діаметром 6 метрів. Він спершу перетинатиме водорозділ зі сточищем річки Хурла-Наллах (ще одна ліва притока Біасу), а потім проходитиме до сточища Sainj, при цьому буде захоплюватись додатковий ресурс із водозаборів на Хурла-Наллах та правій притоці Sainj річці Джіва-Наллах. На завершальному етапі тунель переходитиме у два напірні водоводи довжиною по 2,1 км з діаметром 3,5 метра, котрі подаватимуть воду до наземного машинного залу, спорудженого на правому березі Sainj. В системі також працюватиме вирівнювальний резервуар висотою 130 метрів з діаметром 17 метрів.
Основне обладнання станції складатимуть чотири турбіни типу Пелтон потужністю по 200 МВт, які використовуватимуть напір у 863 метра та забезпечуватимуть виробництво 3125 млн кВт-год електроенергії на рік.
Видача продукції відбуватиметься по ЛЕП, розрахованій на роботу під напругою 400 кВ.